# Chính phủ Cộng hòa Tây Ban Nha lưu vong
Chính phủ Cộng hòa Tây Ban Nha lưu vong (Tiếng Tây Ban Nha: Gobierno de la República Española en el exilio) là chính phủ kế tục và lưu vong của Đệ Nhị Cộng hòa Tây Ban Nha, được thành lập sau thất bại trước các lực lượng do Francisco Franco lãnh đạo trong Nội chiến Tây Ban Nha. Chính phủ này tiếp tục tồn tại cho đến khi Tây Ban Nha khôi phục nền dân chủ nghị viện vào năm 1977.

## Lịch sử
Sau sự thất bại của phe Cộng hòa vào tháng 4 năm 1939, Tổng thống Tây Ban Nha Manuel Azaña và Thủ tướng Juan Negrín đã lưu vong sang Pháp. Tổng thống Azaña sau đó đã từ chức và qua đời vào tháng 11 năm 1940. Chức vụ Tổng thống của ông được kế nhiệm bởi Diego Martínez Barrio, người đã từng giữ chức Thủ tướng vào năm 1936. Sau khi nước Pháp rơi vào tay người Đức trong Chiến tranh thế giới thứ hai, chính phủ lưu vong đã được thành lập lại tại Mexico , được chính phủ Mexico dưới thời kì của Tổng thống cánh tả Lázaro Cárdenas tiếp tục công nhận (mặc dù Negrín dành phần lớn năm tháng chiến tranh tại London). Negrín sau đó từ chức Thủ tướng vào năm 1945 và được kế nhiệm bởi José Giral.
Cho tới năm 1945, những người Cộng hòa trong chính phủ lưu vong vẫn tin tưởng rằng sau chiến tranh, chế độ Franco sẽ bị loại bỏ bởi lực lượng Đồng Minh và họ có thể quay trở lại nắm quyền tại Tây Ban Nha. Tuy nhiên những hy vọng này sớm bị dập tắt, và chính phủ lưu vong chỉ còn giữ vai trò mang tính biểu tượng thuần túy. Chính phủ này sau đó đã chuyển lại về Paris năm 1946. Bên cạnh đó cũng tồn tại các chính phủ lưu vong của xứ Basque và Catalan.
Ngay sau khi chiến tranh kết thúc, chính phủ lưu vong Tây Ban Nha đã có quan hệ ngoại giao với México, Panama, Guatemala, Venezuela, Ba Lan, Tiệp Khắc, Hungary, Romania, Nam Tư và Albania. Tuy nhiên các cường quốc là Vương quốc Anh, Pháp, Hoa Kỳ và Liên Xô không công nhận chính phủ này.
Sau cái chết của Franco vào năm 1975, vua Juan Carlos I đã khởi động quá trình chuyển đổi dân chủ ở Tây Ban Nha. Đến năm 1977, những người Cộng hòa lưu vong đã chấp nhận sự tái thiết lập nền quân chủ và công nhận chính phủ của vua Juan Carlos I là chính phủ hợp pháp của Tây Ban Nha. Thời khắc đặc biệt xảy đến khi các lãnh đạo phe xã hội chủ nghĩa là Felipe González và Javier Solana đã gặp mặt vua Juan Carlos I tại lâu đài Zarzuela tại Madrid - như là một sự ngầm chấp thuận của chế độ quân chủ đối với những người xã hội chủ nghĩa đã từng trung thành với nền Cộng hòa trước đây.